# أستانة (مركزي)
أستانة (بالفارسية: آستانه) هي مدينة تقع في مقاطعة شازند في محافظة مرکزی من إيران. يقدر عدد سكانها بـ 6,969 نسمة .